# Lepidagathis fasciculata
Lepidagathis fasciculata är en akantusväxtart som först beskrevs av Anders Jahan Retzius, och fick sitt nu gällande namn av Christian Gottfried Daniel Nees von Esenbeck. Lepidagathis fasciculata ingår i släktet Lepidagathis och familjen akantusväxter. Utöver nominatformen finns också underarten L. f. major.